# VZ Librae
VZ Librae (VZ Lib / HIP 76050 / TYC 6184-156-1) es una estrella múltiple en la constelación de Libra. Visualmente a 1,15º de Zubenelakrab (γ Librae), su distancia respecto al sistema solar es de 557 años luz.
La estrella principal de VZ Librae es una binaria de contacto, en donde las dos componentes se hallan tan próximas que llegan a tocarse o fusionarse, compartiendo su capa exterior de gas.
Su tipo espectral conjunto es F5, siendo el período orbital de sólo 0,3582 (8,60 horas).
La componente más masiva, de 1,06 masas solares, tiene una temperatura efectiva de 5770 K.
Con una luminosidad un 36% mayor que la luminosidad solar, su diámetro es un 17% más grande que el del Sol.
La estrella de menor masa —con un 35% de la masa del Sol— tiene una temperatura de 5980 ± 12 K y brilla con el 43% de la luminosidad de su compañera.
Su radio equivale al 72% del radio solar.
El par constituye una binaria eclipsante del tipo W Ursae Majoris, oscilando su brillo entre magnitud aparente +10,13 y +10,63.
Dicha variabilidad fue detectada por vez primera en 1933 por Cuno Hoffmeister.
Alrededor de esta binaria cercana orbita una estrella de tipo G7 de 0,9 masas solares.
Emplea más de 1200 - 1500 años en completar una vuelta alrededor del par interior.